# Sapromyza octopuncta
Sapromyza octopuncta är en tvåvingeart som beskrevs av Christian Rudolph Wilhelm Wiedemann 1830. Sapromyza octopuncta ingår i släktet Sapromyza och familjen lövflugor. Inga underarter finns listade i Catalogue of Life.